# Kalela
La kalela (lett. "danza dell'orgoglio") è una danza inizialmente eseguita dai popoli di lingua bissa provenienti dall'Isola di Chishi del Lago Bangweulu, nel nord dello Zambia. Nella Copperbelt viene eseguita ogni settimana da ballerini di diverse tribù e di diverse chiese presenti nel paese, compresa la setta dei Testimoni di Geova.
Nel 2022 è stata inserita nella lista rappresentativa del patrimonio culturale immateriale dell'umanità dell'UNESCO.

## Storia
Come descritto dall'antropologo J. Clyde Mitchell, la kalela ebbe origine negli anni '30 presso l'Isola di Chishi del Lago Bangweulu grazie ad un uomo di nome Kalulu, un soldato dell'esercito della Rhodesia Settentrionale che eseguiva la sua danza con un tamburo e che dopo il congedo la ribattezzò in luwelela. Si presume che questa danza sia approdata nella Copperbelt grazie ad alcuni membri della tribù ngumbo, i quali la diffusero inizialmente nella miniera di rame di Roan Antelope, poi nel resto della regione, fino ad arrivare Luanshya, dove nel 1948 assunse il nome di kalela.
Lo stesso Mitchell fa notare tuttavia che questa danza era inizialmente nota con il termine mbeni, come suggeritogli da alcuni suoi collaboratori africani. In effetti, un documento della Commissione d'inchiesta dimostra come nella Copperbelt esistesse una danza nota con quel nome già negli anni '20-'30. È possibile che la danza mbeni sia poi scomparsa per il suo presunto ruolo sovversivo, per poi rinascere sotto forma di kalela.
I migranti provenienti dai villaggi che negli anni '50 si trasferirono nelle città minerarie della Copperbelt resero la kalela estremamente popolare. Negli anni '70 la kalela veniva danzata la domenica dai bambini che vivevano presso il compound di Chibolya nella città mineraria di Mufulira.

## Descrizione
La kalela richiede una coreografia molto semplice ed è basata su movimenti improvvisati che seguono il ritmo del tamburo e del leader. A differenza di quanto si pensi, questa danza non ha alcun legame con la tradizione tribale e i danzatori indossano abiti moderni e ballano in cerchio attorno a dei percussionisti che suonano dei tamburi tenuti su un palo. 
Il leader viene talvolta chiamato "re" e viene scelto dal gruppo organizzatore della danza. Oltre a esso vi sono altri ruoli all'interno del gruppo di ballo, come il "dottore", l'"infermiere" e i "ballerini", i quali sono vestiti a seconda della professione rappresentata. Nonostante questi ruoli siano generalmente interpretati da uomini, nel compound di Chibolya vi sono anche donne vestite da infermiere o altre professioni.
Le canzoni della kalela raccontano storie similmente alla musica country e sono incentrate su situazioni della quotidianità, sull'orgoglio dei danzatori e sulla multietnicità della Copperbelt.